# Zygmunt Schmierer
Zygmunt Schmierer (ur. ok. 1910, zm. 1943) – polski filozof.

## Życiorys
Ukończył szkołę rabinacką, później studiował na Uniwersytecie Jana Kazimierza we Lwowie, m.in. u Kazimierza Ajdukiewicza. Był asystentem Ajdukiewicza w Katedrze Filozofii tej uczelni, około 1936 obronił doktorat. Należał do Polskiego Towarzystwa Filozoficznego, pełnił funkcję sekretarza sekcji logicznej. W 1936 uczestniczył w III Polskim Zjeździe Filozoficznym. Publikował artykuły na łamach "Ruchu Filozoficznego" i "Przeglądu Filozoficznego" (m.in. O funkcjach charakterystycznych w logikach wielowartościowych, 1936; O wartości filozoficznej panlogizmu Carnapa; System logiczny Wittgensteina).
W 1943 zaginął; prawdopodobnie został zamordowany w obozie pod Lwowem.
Źródła:
- Jan Woleński, Zygmunt Schmierer, w: Polski Słownik Biograficzny, tom XXXV, 1994